# Ешер Енжел
Ешер Дов Енджел (англ. Asher Dov Angel; нар. 6 вересня 2002) — американський актор.
Свою кар'єру він почав дитиною, знявшись у фільмі 2008 «Джолін» c Джесікою Честейн в головній ролі. Енджел прославився, зігравши в 2017 році в серіалі телеканалу Disney Channel «Енді Мак» Джону Бека. У 2019 Енджел з'явився у фільмі «Шазам!» розширеного всесвіту DC в ролі Біллі Бетсона.

## Біографія
Енджел народився в столиці штату Аризона, місті Фінікс, і проживав в Paradise Valley. У родині Джоді і Коко Енджел, він — старший з трьох дітей (брата Аві і сестри Лондон Блу). Енджел є юдеєм. Серед його захоплень спів і гра на гітарі.

## Кар'єра
Вперше Енджел з'явився на екранах у віці п'яти років у фільмі 2008 року. Енджел починав свою акторську кар'єру з численних ролей в театральних постановках. У сім років він, з дозволу батьків, відправився на прослуховування в Desert Stages Theatre [Архівовано 26 серпня 2021 у Wayback Machine.], де отримав роль в одному з сюжетів. Мама Енджела обіцяла йому переїхати в Лос-Анджелес, якщо він візьме участь в 30 спектаклях, що Енджел і зробив, зігравши в мюзиклах «Русалонька», «Мері Поппінс», «У ліс» і багатьох інших в місті Скоттсдейл.
Його мама стримала обіцянку, і Енджел відправився в Лос-Анджелес, де в свої дванадцять років став головним героєм серіалу «Енді Мак» на телеканалі Disney Channel. Вся сім'я Енджела переїхала в штат Юта для спрощення знімального процесу.
У квітні 2019 року Енджел зіграв Біллі Бетсона, з Закарі Лівану в якості його дорослого Супергеройського альтер его, у фільмі «Шазам!», який отримав схвальні коментарі з боку публіки, Розширеного всесвіту DC.
У лютому 2022 року Ейнджел приєдналася до акторського складу фільму Hulu «Дарбі та мертві».

## Фільмографія
| Рік       |   | Українська назва                  | Оригінальна назва              | Роль          |
| --------- | - | --------------------------------- | ------------------------------ | ------------- |
| 2008      | ф | Джолін                            | Jolene                         | 5-річний Бред |
| 2016      | с | Ніккі, Ріккі, Діккі і Дон         | Nicky, Ricky, Dicky & Down     | Джаспер       |
| 2016      | с | Мислити як злочинець: За кордоном | Criminal Minds: Beyond Borders | Райан Вульф   |
| 2017—2019 | с | Енді Мак                          | Andi Mack                      | Джона Бек     |
| 2019      | ф | Шазам!                            | Shazam!                        | Біллі Бетсон  |
| 2023      | ф | Шазам! Лють Богів                 | Shazam! Fury of the Gods       | Біллі Бетсон  |